# Freedesktop.org

freedesktop.org beherbergt einige Kernkomponenten des freien Desktops wie z. B. PulseAudio, systemd, Wayland oder GStreamer

Das freedesktop.org-Projekt (vormals X Desktop Group, XDG) ist ein gemeinnütziges Projekt in der Softwarebranche mit dem Ziel, die Interoperabilität und die gemeinsame Basis von Desktop-Umgebungen für das X Window System (X11) sowie für Wayland auf unixoiden Systemen zu verbessern. Es wurde im März 2000 von Havoc Pennington gegründet, zu den bekanntesten Entwicklern des Projekts gehört Keith Packard.
Die Entwicklung der Spezifikationen und der Einzelprojekte läuft dabei in enger Zusammenarbeit mit den bekannten Desktops Gnome, KDE und Xfce. Auch arbeitet das Projekt eng mit den Entwicklern des X.Org-Servers zusammen, welcher die gebräuchlichste Implementierung des X Window-Systems darstellt.
Das Projekt versteht sich nicht als klassisches Standardisierungsgremium. Es verweist für diese Aufgabe auf andere Projekte wie die Free Standards Group oder die X.Org Foundation. Vielmehr sieht sich das Projekt als Ort für die Zusammenarbeit, um Ideen und Code auszutauschen sowie Spezifikationen auszuarbeiten.
Freedesktop.org hat darüber hinaus eine Software-Sektion, in der sich Programme finden, die in einem losen Zusammenhang mit den Projektzielen stehen und z. B. die Interoperabilität von Desktop-Software verbessern.

## Erfolge
Freedesktop.org hat mehrere Erfolge vorzuweisen. KDE und GNOME haben eine gemeinsame Icon-Benennung, eine einheitliche Definition von Mimetypes und setzen beide in aktuellen Versionen auf die gleiche Prozess-Kommunikation D-Bus.

## Standards
- Direct Save Protocol
- Extended Window Manager Hints
- Inter-Client Communication Conventions Manual